# Clause de confidentialité
 (janvier 2019).
Si vous disposez d'ouvrages ou d'articles de référence ou si vous connaissez des sites web de qualité traitant du thème abordé ici, merci de compléter l'article en donnant les références utiles à sa vérifiabilité et en les liant à la section « Notes et références ».
Une clause de confidentialité est une clause qui peut être présente dans un contrat et qui a pour objectif d'imposer une obligation de discrétion au débiteur sur les informations précisément visées par le secret. Cette obligation découle de l’obligation générale de bonne foi dans le domaine contractuel.

## Définition
Ce mécanisme existe en droit anglo-saxon sous le sigle  NDA pour Non Disclosure Agreement. Le débiteur devra garder secrètes les informations techniques, commerciales, financières. Ainsi, un accord de confidentialité est un contrat entre deux entités qui engage l'une de ces entités à tenir confidentielles certaines informations que l'autre sera amenée à lui communiquer.
En d'autres termes, il s'agit d'une clause qui met à la charge de son débiteur une obligation de ne pas faire. 

## En droit français
Cette obligation est inscrite en l'article 1112-2 du Code civil et dont les termes sont  « Celui qui utilise ou divulgue sans autorisation une information confidentielle obtenue à l'occasion des négociations engage sa responsabilité dans les conditions du droit commun. »

### À titre d'exemples
- Contrat de travail : insérée dans le contrat de travail, elle a pour finalité d'interdire au salarié concerné de procéder à la divulgation d'informations confidentielles à toute personne non autorisée, et ce, qu'elle soit interne ou externe à l'entreprise. Dans ce cas-ci elle a pour objectif de protéger les informations sensibles et stratégiques de l'entreprise[3].
- Contrats de distribution : en particulier les contrats de franchise, dont l'objet consiste notamment à transférer au franchisé un savoir-faire secret, substantiel et identifié ; dans ce cas, le franchisé s'interdit de divulguer le savoir-faire en dehors de l'application normale du concept franchisé. La confidentialité attachée au savoir-faire est consubstantielle au contrat de franchise.

Cette confidentialité s'étend parfois au-delà même de la simple durée du contrat et peut se combiner avec une clause de non-réaffiliation ou une clause de non-concurrence post-contractuelle. Toutefois, cette clause ne pourrait avoir un effet anticoncurrentiel.